# 林田大作
林田 大作（はやしだ だいさく、1967年 - ）は、日本の建築工学者、都市計画家。2021年4月より畿央大学健康科学部人間環境デザイン学科教授。

## 経歴
大阪府生まれ、奈良県育ち。1986年奈良県立奈良高等学校卒業。1991年東北大学工学部建築学科卒業。1993年東北大学大学院工学研究科建築学専攻博士前期課程修了、修士（工学）。2004年大阪大学大学院工学研究科建築工学専攻博士後期課程修了、博士（工学）。大林組東京本社設計本部勤務後、2004年和歌山大学システム工学部環境システム学科准教授、2010年大阪工業大学工学部建築学科准教授を経て、2021年畿央大学健康科学部人間環境デザイン学科教授。
専門は、建築工学・都市計画・まちづくり学。また、指導する大阪工業大学工学部建築学科研究室のメンバーが、「建築新人戦」2014で最優秀賞を獲得した。ウィスコンシン大学ミルウォーキー校をはじめ、海外大学との交流を推進している 。

## 主な自治体アドバイザー
- 桜井市新庁舎建設検討委員会
- 桜井市本町通・周辺まちづくり協議会
- 藤井寺市空家等対策協議会委員

作品に『TCセンター』『キヤノン販売品川本社ビル』（共同設計、大林組で担当）など。第1回片岡安賞佳作
著書に『名作住宅で学ぶ建築製図』『建築設計学Ⅰ』（共著、学芸出版社）、『まちの居場所　まちの居場所をみつける／つくる』（共著、東洋書店）など。